# Statue von Christian IV. (Nyboder)

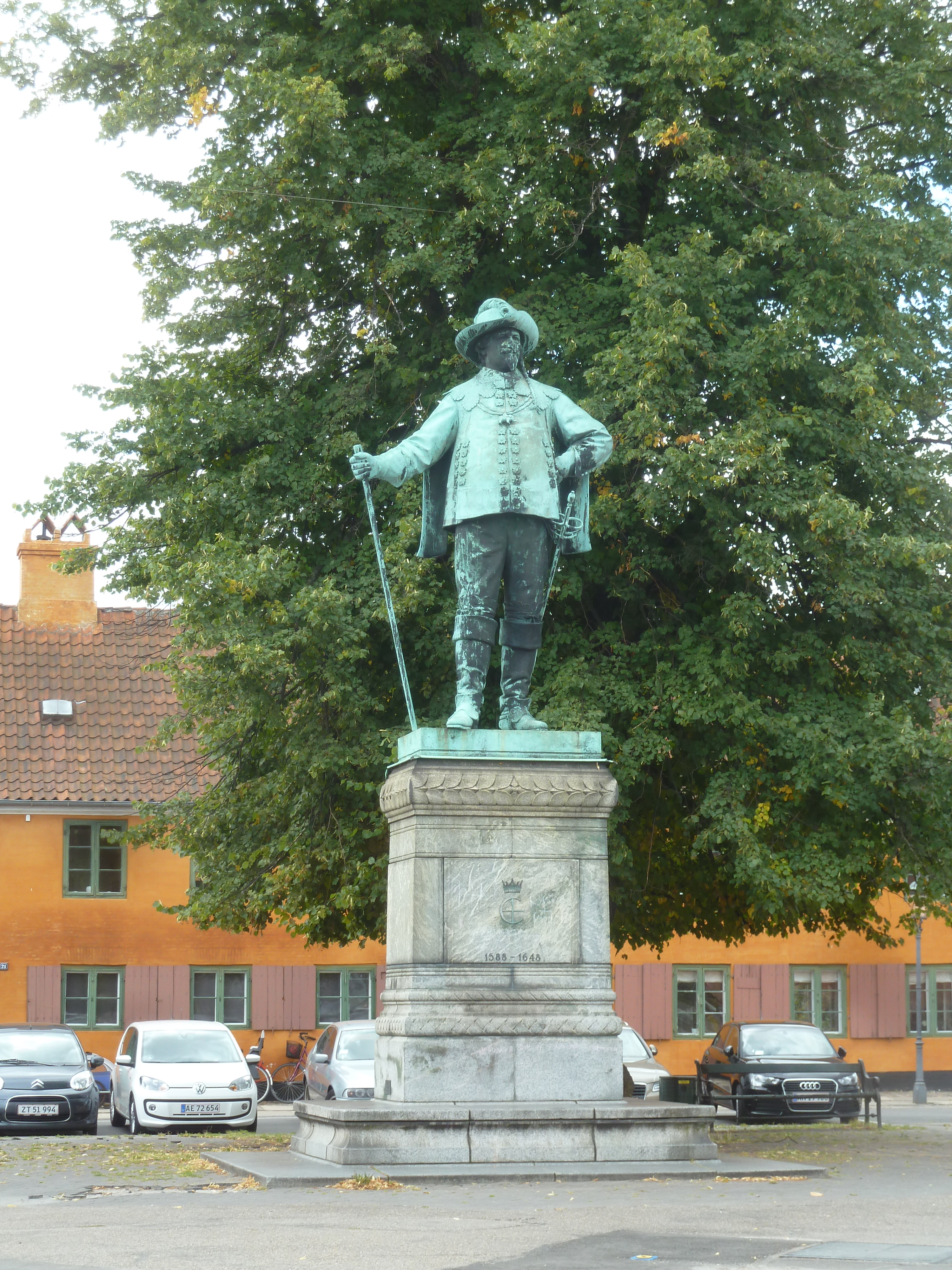
Statue von Christian IV.

Die Statue von Christian IV. von Vilhelm Bissen in Nyboder in Kopenhagen wurde am 29. Juli 1900 enthüllt.

## Geschichte
Die Statue wurde am 29. Juli 1900 im Rahmen einer Sammlung aufgestellt, die in den Jahren vor der Jahrhundertwende stattfand. Sie wurde zu Ehren von Christian IV., dem Gründer von Nyboder, errichtet. Die Skulptur wurde von Vilhelm Bissen geschaffen und ist als Teil von nationalen Gefühlen zu sehen, die nach der Niederlage von 1864 entstanden.
Vom ursprünglichen Standort der Statue wurde sie zur Øster Voldgade versetzt, weil die Kronprinsessegade in Nyboder ausgebaut worden ist.

## Beschreibung
Die Statue stellt den König in majestätischer Pose mit einem Stab in der rechten Hand und einem Schwert in der linken Hand dar. Er blickt auf eines seiner Gebäude, den Nyboder. Die Statue steht auf einem Sockel, der auf der Vorderseite das Monogramm Christians IV. und darunter die Regierungsjahre 1588–1648 trägt.